# 朱昆人
朱昆人（Jukun）是西非的一个族群，传统上主要分布在尼日利亚的塔拉巴州、贝努埃州、纳萨拉瓦州、高原州、阿达马瓦州以及喀麦隆西北部分地区。他们是夸拉拉法(Kwararafa)王国的后裔。尼日利亚中北部大多数部落都起源于朱昆人，与朱昆人存在着某种或其它方面的联系。如果不是基督教和伊斯兰教的影响，朱昆人大多是传统主义者。大部分的部落：如申达姆(Shendam)地区的阿拉戈(Alago)、 阿加图(Agatu)、古迈(gumai)等，实际是夸拉拉法王国因权力争斗而瓦解的结果。朱昆人分为两大族群即：朱昆瓦努人(Jukun wanu)和朱昆瓦帕人(Jukun Wapa)。朱昆瓦努人是渔民，居住在贯穿于贝努埃州、塔拉巴州和纳萨拉瓦州的贝努埃河和尼日尔河沿岸。由阿库乌卡(Aku Uka)执政的武卡里联邦(Wukari Federation)，现在是朱昆人的主要中心。

## 人口和人口统计
写于20年代后期的报告，英国人类学家C·K·米克估计在那个时候约有25000名讲朱昆语的人。米克特别指出，大多数朱昆人小规模地散居在贝努埃河流域周围，其范围西至阿宾西(Abinsi)、东接科纳(Kona)，北到平迪加(Pindiga)、南止栋加(Donga)，大致相当于夸拉拉法王国在18世纪的大小。
朱昆语又可分为六种方言：武卡里(Wukari)、栋加(Donga)、科纳(Kona)、瓜纳(Gwana)和平迪加(Pindiga)、吉布(Jibu)，最后是瓦塞托法(Wase Tofa)，虽然米克认为“科纳、瓜纳和平迪加方言间差别极小，可视作是同一种语言”。

## 历史

### 夸拉拉法

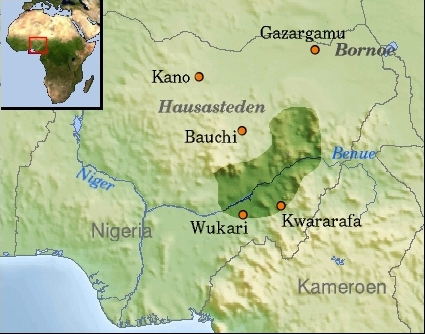
历史上夸拉拉法王国范围的近似估计，现代朱昆人声称是该王国的后代。

朱昆语人的祖先可追溯至14-18世纪西非夸拉拉法王国的统治者。

### 近代史
19世纪初富拉尼人的征战，造成朱昆语人在政治上分成不同的地方派系。到1920年，居住在武卡里及周边的瓦帕人构成了朱昆人人口主体。在那里，他们受当地酋长及政权的管辖。其他朱昆语人生活在贝努埃流域，如阿宾西(Abinsi)，阿维区(Awei District)，栋加(Donga)和塔库姆(Takum)，政治上与武卡里政权保持独立，而生活在阿达马瓦省的朱昆语人则承认了来自穆里的富拉尼人(Fulani)埃米尔(Emir-穆斯林统治者的尊称)政权的管辖。
在后殖民时期，生活在尼日利亚不同社区间的民族矛盾，导致整个社会暴力冲突不断。朱昆人与邻近的蒂夫族(Tiv)之间也存在着很大的种族危机。

## 社会政治组织

### 君主制
传统上，朱昆人是一个君主统治社会。

## 宗教
原始信仰 - 崇拜祖先、自然力、魔法和巫术。(安德里亚诺夫，1999年)(利沃夫，1984年）。

## 朱昆人的研究
1931年，英国学术出版机构基根·保罗,特伦奇特鲁布纳公司(Kegan Paul, Trubner & Co)出版了派驻尼日利亚行政服务的人类学官员-C.K.米克撰写的《苏丹王国：尼日利亚朱昆语族研究》一书 。

### 脚注
1. 1 2 3 4 5 6  米克 1931. 第 1 页
2. ↑  阿宾博拉·奥·阿德索吉和阿金·阿拉奥.  (PDF). 奥巴费米·阿沃洛沃大学（英语：Obafemi Awolowo University）.   [2010-10-06]. （原始内容存档 (PDF)于2012-08-08）.
3. ↑  米克 1931.第1–2页.
4. ↑  米克 1931.